# القوز (الشرية)

تعديل مصدري - تعديل

القوز هي إحدى قرى عزلة آل غنيم بمديرية الشرية التابعة لمحافظة البيضاء، بلغ تعداد سكانها 326 نسمة حسب تعداد اليمن لعام 2004.